# Peter Müller (General)
Peter Müller (* 8. Oktober 1947) ist ein ehemaliger deutscher Polizeioffizier. Er war von 1986 bis 1990 Chef der Bezirksbehörde der Deutschen Volkspolizei (BDVP) Karl-Marx-Stadt und 1990 Staatssekretär im Ministerium für Innere Angelegenheiten der DDR.

## Leben
Müller wurde im Erzgebirge geboren. Er schloss sich der SED an und wurde Angehöriger der Deutschen Volkspolizei. Er schlug die Offizierslaufbahn ein und verrichtete seit 1971 als Leutnant der VP seinen Dienst in Karl-Marx-Stadt. 1977 – mit 29 Jahren – wurde er Leiter eines Volkspolizeikreisamtes (VPKA), neun Jahre später als Oberst der VP Chef der BDVP Karl-Marx-Stadt.
Am 13. Januar 1986 wurde er nach der Verabschiedung seines Vorgängers Erwin Rudnick, durch den Minister des Innern der DDR Friedrich Dickel zum Chef der BDVP berufen. Von Februar 1986 bis Dezember 1989 war er Mitglied der SED-Bezirksleitung Karl-Marx-Stadt. 1987 wurde er von Erich Honecker zum Generalmajor ernannt.
Nach der Wende trat er 1990 aus der SED aus, blieb aber bis Mai 1990 Chef der BDVP und wurde am 1. Mai 1990 vom Generalmajor zum Chefinspekteur umattestiert. Nach dem Regierungswechsel wurde er am 15. Mai 1990 von Innenminister Peter-Michael Diestel zum Staatssekretär für die Polizei berufen. Diestel hatte Müller dem von der SPD vorgeschlagenen Dankwart Brinksmeier vorgezogen. Nach Angriffen aus der DSU gab Diestel am 22. Mai 1990 bekannt, dass Müllers Ersuchen um Beurlaubung von seiner Funktion bis zur Klärung der gegen ihn erhobenen Vorwürfe stattgegeben wurde. Er kehrte aber bald wieder auf seinen Posten zurück und begründete am 6. Juli 1990 als Staatssekretär in der 22. Sitzung der Volkskammer das Gesetz für die Wahlen zu den fünf Landtagen am 14. Oktober 1990.